# Поленьїно
Поленьїно (ісп. Poleñino) — муніципалітет в Іспанії, у складі автономної спільноти Арагон, у провінції Уеска. Населення — 222 особи (2009).
Муніципалітет розташований на відстані близько 330 км на північний схід від Мадрида, 31 км на південь від Уески.

## Демографія
Динаміка населення (INE ):